# Mikrocella
A távközlésben a mikrocella (a görög mikros, apró és a cella szó összetételéből) olyan mobilhálózati bázisállomás, ami egy makrocellánál kisebb kültéri lefedettséget (maximum 2 km, tipikusan 300–1000 méter) képes létrehozni. Magát a bázisállomás által ellátott területet is nevezik mikrocellának.
A mikrocellák antennái kis méretük miatt általában észrevehetetlenül, az utcaszinten (az épületek és más tereptárgyak szintje alatt; külső falakon, oszlopokon) találhatók meg. A mikrocella-bázisállomások teljesítménye általában néhány watt.
A pikocellákhoz hasonlóan a mikrocellák is kisegítő szerepet játszanak a makrocellákon belül, ahol a nagy mobiltelefon-sűrűség miatt indokolt a használatuk, pl. pályaudvarokon. Sporteseményeken és más kültéri rendezvényeken gyakran telepítenek ideiglenes mikrocellákat.
A mikrocellák tipikusan sűrűbben lakott, városias területeken fordulnak elő. A nagyobb makrocella hatósugara 2–35 km (gyorsan mozgó járműre telepített mobiltelefóniás eszközöknek célszerű a makrocellára csatlakozniuk, mert a mikrocellák vagy kisebb cellák között túl gyakran lenne szükség handoverre), a pikocella 200 méter alatt van, a femtocella pedig 10 méteres nagyságrendű, bár az AT&T a 10 méter körüli hatósugárral rendelkező termékét is „microcell” néven hirdeti.

## Fordítás
- Ez a szócikk részben vagy egészben a Microcell című angol Wikipédia-szócikk ezen változatának fordításán alapul.  Az eredeti cikk szerkesztőit annak laptörténete sorolja fel. Ez a jelzés csupán a megfogalmazás eredetét és a szerzői jogokat jelzi, nem szolgál a cikkben szereplő információk forrásmegjelöléseként.

## Külső hivatkozások
- Basic Telecommunications Jargon